# Diploglossus millepunctatus
Diploglossus millepunctatus — вид веретільницеподібних ящірок родини Diploglossidae. Ендемік Колумбії.

## Поширення і екологія
Diploglossus millepunctatus є ендеміками невеликого вулканічного острова Мальпело площею 3,5 км², розташованого в Тихому океані, приблизно за 300 км від узбережжя Колумбії. Цей острів являє собою голу скелю, а рослинність на ньому представлена лише водоростями, мохами і лишайниками. Diploglossus millepunctatus живуть в тріщинах серед скель, живляться комахами та іншими безхребетними, а також мертвими птахами і крабами, пташиними фекаліями, рибою, якою морські птахи годують свої пташенят, іноді покинутими пташенятами.

## Збереження
МСОП класифікує цей вид як такий, що не потребує особливих заходів зі збереження. За оцінками дослідників, популяція Diploglossus millepunctatus становить 12-18 тисяч особин.